# Mlinica sela Podgrađa
Mlinica sela Podgrađa u selu Podgrađu, Grad Omiš, zaštićeno kulturno dobro.

## Opis
Mlinica sela Podgrađe nalazi se na desnoj obali Cetine, uzvodno od Pavića mosta. Jedna je od najstarijih mlinica na području Dalmacije (17. – 18. st.), a jedinstven je primjer zajedničke seoske mlinice kojom su se služili i koju su zajednički održavali mještani Podgrađa po nepisanom zakonu običajnog prava. Pravokutnog je tlocrta, zidana od neobrađenog kamena s drvenim dvostrešnim krovištem pokrivenim kamenim pločama. Izgrađena je dijelom na tlu, a dijelom nad skrenutim rukavcem Cetine – jažom. Mlinica je tipa „kašikara“ s horizontalnim drvenim mlinskim kolom. Nekada je imala dva mlinska postrojenja od kojih je jedno obnovljeno 2010. godine.

## Zaštita
Pod oznakom Z-5010 zavedena je kao nepokretno kulturno dobro - pojedinačno, pravna statusa zaštićena kulturnog dobra, klasificirano kao "javne građevine".